# Tropidocarpum
Tropidocarpum es un género de plantas fanerógamas de la familia Brassicaceae.
Hay dos a siete especies, una de las cuales es extremadamente rara. Tropidocarpum capparideum,  es una planta endémica de California que generalmente se considera extinta desde la década de 1950, pero se ha informado desde entonces. Las muestras se recogieron en Fort Hunter Liggett, California, en 2000 y 2001. Su estado se encuentra actualmente en debate. Otro miembro del género, la  T. gracile. Se propone que otras dos plantas en distintos géneros monotípico, Twisselmannia y Agallis, se trasladen a Tropidocarpum.

## Taxonomía
El género fue descrito por William Jackson Hooker y publicado en Icones Plantarum 1(1): pl. 43. 1836.

## Especies
- Tropidocarpum capparideum
- Tropidocarpum dubium
- Tropidocarpum gracile
- Tropidocarpum lanatum
- Tropidocarpum macrocarpum
- Tropidocarpum nacrocarpum
- Tropidocarpum scabriusculum